# خوان نارفيز
خوان نارفيز (بالإسبانية: Juan José Narváez)‏ هو لاعب كرة قدم كولومبي في مركز الهجوم، ولد في 12 فبراير 1995 في باستو في كولومبيا يلعب حالياً في نادي الجبلين السعودي. لعب مع ديبورتيفو باستو وريال بيتيس وريال مدريد ج وريال مدريد كاستيا وريال مدريد ونادي لاس بالماس.

## وصلات خارجية
- خوان نارفيز على موقع الاتحاد الأوربي (الإنجليزية)
- خوان نارفيز على موقع قاعدة بيانات كرة القدم.إي يو (الإنجليزية)
- خوان نارفيز على موقع Soccerway.com (الإنجليزية)
- خوان نارفيز على موقع عالم كرة القدم.نت (الإنجليزية)
- خوان نارفيز على موقع AS.com (الإسبانية)